# Zastava M93
Zastava M93 (poznata i kao Crna strela) je anti-materijalni snajper kojeg je proizvela srpska industrija oružja Zastava Arms. M93 koristi streljivo kalibra .50 BMG i 12.7x108mm.
Crna strela je dizajnirana na temelju sustava puške Mauser koja ima borbenu povijest od stotinu godina. Zbog toga M93 koristi Mauserov princip punjenja pomoću obrtnog čepnog zatvarača.

## Karakteristike
Snajperska puška Zastava M93 je namijenjena gađanju ljudstva, zaklonjenih ciljeva, posada lakih oklopnih vozila te drugih meta na velikim udaljenostima. Snajper korištenjem optičkog ciljnika povećanja 8x može imati učinkoviti domet od 1.800 metara.
Snajper je zračno hlađen te ima fiksni kundak koji je izrađen od polimera te je ojačan staklenim vlaknima. Također, Zastava M93 ima i podesivi sklopivi dvonožac.
M93 se koristio tijekom Rata na Kosovu (1998. – 1999.) i Sukoba u Makedoniji (2001.) gdje se upotrebljavao u ekstremnim uvjetima.

## Korisnici

### Sadašnji korisnici
- Srbija: specijalne jedinice Vojske Srbije.[2]
- Crna Gora: crnogorska vojska.
- Armenija[3]
- Gruzija[4]
- Indonezija[5]
- Jordan[5]
- Sjeverna Makedonija[6]
- Šri Lanka[7]

### Bivši korisnici
- SR Jugoslavija
- Srbija i Crna Gora

## Vanjske poveznice
- Službene web stranice proizvođača Zastava Arms